# Horst Radtke
Horst Radtke (* 11. Oktober 1941 in Essen; † 15. September 2017) war ein deutscher Politiker der SPD. Er war von 1985 bis 2000 Mitglied des Landtags von Nordrhein-Westfalen.

## Ausbildung und Beruf
Horst Radtke kam als Kind durch die Kinderlandverschickung auf einen bayerischen Bauernhof und kehrte erst 1946 nach Borbeck zurück. Nach dem Besuch der Volksschule und der Realschule erlangte er 1960 die Mittlere Reife. Er absolvierte eine Lehre als Technischer Zeichner, die er 1964 mit der Gehilfenprüfung abschloss. Zwischenzeitlich, 1962, erlangte er die Fachschulreife. Es schloss sich der Besuch der Höheren Fachschule für Sozialarbeit an. Seine Graduierung erhielt er 1972, seine Diplomierung 1982. Ab 1964 arbeitete er als Erzieher in einem Kinderheim der Arbeiterwohlfahrt, ab 1969 wurde er Sozialarbeiter bei der Arbeiterwohlfahrt Essen. 1972 zunächst stellvertretender und ab 1974 Geschäftsführer der Arbeiterwohlfahrt Essen.

## Politik
Horst Radtke war seit 1962 Mitglied der SPD. Er war Mitglied des Unterbezirksvorstandes der SPD Essen. Im Rat der Stadt Essen war er von 1975 bis 1984; hier als Mitglied und Vorsitzender des Sozialausschusses.
Horst Radtke war vom 30. Mai 1985 bis zum 1. Juni 2000 direkt gewähltes Mitglied des 10., 11. und 12. Landtags von Nordrhein-Westfalen für den Wahlkreis 075 Essen I.

## Mitgliedschaften
Seit 1960 war Horst Radtke Mitglied der IG Metall. Seine weiteren Mitgliedschaften: Mitglied der Arbeiterwohlfahrt; Mitglied der Lebenshilfe für geistig Behinderte; Mitglied des TUSEM Essen. Radtke war Gründer und Mitglied des Vereins für Kinder- und Jugendarbeit in sozialen Brennpunkten Essen e.V. Außerdem war er Mitglied des Wirtschaftsrates von Schwarz-Weiß Essen.